# Abies religiosa
Abies religiosa là một loài thực vật hạt trần trong họ Thông. Loài này được (Kunth) Schltdl. & Cham. miêu tả khoa học đầu tiên năm 1830.